# Egidio Maria z Taranta
Egidio Maria od svatého Josefa, OFM, rodným jménem Francesco Pontillo (16. listopadu 1729, Taranto – 7. února 1812, Neapol) byl italský římskokatolický řeholník Řádu menších bratří. Katolická církev jej uctívá jako světce.

## Život

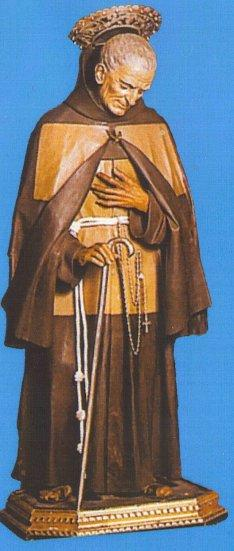
Socha

Narodil se dne 16. listopadu 1729 v Tarantu rodičům Cataldu Postillovi a Grazii Procaccio. Pokřtěn byl jako Francesco Domenico Antonio Pasquale Pontillo.
Jeho otec zemřel v roce 1747, což jej přimělo hledat si práci, aby zajistil svou ovdovělou matku a sourozence. Krátkou dobu pracoval jako provazník. Nedostatek vzdělání způsobil, že se nemohl stát knězem, pročež se rozhodl vstoupit v Neapoli do Řádu menších bratří jako laický bratr. O vstup do řádu požádal dne 27. února 1754 a 28. února 1755 složil řeholní sliby v klášteře Santa Maria delle Grazie v Galatonu. Přijal řeholní jméno Egidio od Matky Boží, které si však později změnil na Egidio Maria od svatého Josefa. Ve svém klášteře sloužil jako vrátný a pracoval jako kuchař v klášteře ve Squinzanu. Mezi jeho další úkoly patřila péče o malomocné nebo obcházení okolních obcí a žebrání pro ostatní mnichy. Během toho také navštěvoval nemocné a izolované lidi. V roce 1759 byl poslán do kláštera kláštera San Pasquale v Chiaia u Neapole.
Zemřel v Neapoli dne 7. února 1812 v důsledku ischiasu spojeného s těžkým astmatem a poté vodnatelností. Jeho ostatky jsou uloženy v kostele při klášteře San Pasquale v Chiaia na předměstí Neapole.

## Úcta
Dne 24. února 1868 jej papež bl. Pius IX. podepsáním dekretu o jeho hrdinských ctnostech prohlásil za ctihodného. Dne 21. února 1886 byly uznány zázraky na jeho přímluvu, potřebné pro jeho blahořečení.
Blahořečen pak byl dne 5. února 1888 v bazilice sv. Petra papežem Lvem XIII. Dne 15. prosince 1994 byl uznán zázrak na jeho přímluvu, potřebný pro jeho svatořečení. Svatořečen pak byl dne 2. června 1996 na Svatopetrském náměstí papežem sv. Janem Pavlem II.
Jeho památka je připomínána 7. února. Bývá zobrazován v řeholním oděvu. Je patronem rodného Taranta.